# Batalha de Alam Halfa
A batalha de Alam Halfa teve lugar de 30 de Agosto a 6 de Setembro de 1942, englobada na campanha do Deserto Ocidental durante a Segunda Guerra Mundial. Os combatentes foram o Afrika Korps, comandado por Erwin Rommel (a Raposa do Deserto) e o 8º Exército Britânico comandado por Bernard Montgomery.
As forças britânicas, retirando-se desorganizadamente após a derrota na batalha de Marsa Matruh, convergiram sobre a linha fortificada de El Alamein e se aprontaram rapidamente para enfrentar o ataque germânico. A RAF intensificou a ação e conseguiu estabelecer supremacia  no campo de luta. NA madrugada de 1 de julho, Rommel lançou suas forças ao ataque com a intenção de realizar uma ruptura rápida e inesperada. Os britânicos, no entanto, conseguiram desbaratar todas as suas tentativas. As forças de Rommel ficaram completamente esgotadas, situação que se agravou com a interrupção quase total de seus serviços de abastecimentos, em virtude dos ataques da aviação inglesa.
A 4 de agosto Winston Churchill chegou ao Egito. Designou o General Alexander para exercer o comando das forças britânicas no Oriente Médio, enquanto que o General Montgomery foi nomeado comandante-em-chefe do VIII Exército. Montgomery trabalhou ativamente no adestramento e preparação de suas forças para levar a cabo o choque decisivo contra as tropas de Rommel. Este resolveu realizar uma última tentativa para quebrar a frente britânica e atingir o delta do Nilo. Seu plano ofensivo foi acertadamente previsto pelos britânicos. Tratava-se novamente de uma manobra de flanqueio pelo sul, na qual interviriam a totalidade das unidades blindadas alemãs e italianas. Montgomery, seguindo um plano anterior, elaborado por Auchinleck, colocou fortes contingentes sobre as posições fortificadas do maciço de Alam Halfa que, pelo sul, fechava o caminho para El Alamein, e aguardou, confiante, o ataque de Rommel.
Este aconteceu na noite de 30 de agosto de 1942. Os tanques germânicos não conseguiram realizar uma penetração rápida através dos campos minados e foram submetidos a devastadores ataques por parte da RAF. A escassez de combustível impediu também o prosseguimento do avanço. Alguns contingentes conseguiram finalmente atingir os pés do maciço de Alam Halfa e ali foram rechaçados pelo britânicos, sofrendo enormes perdas. Ante o fracasso total do ataque, Rommel ordenou às suas forças que empreendessem a retirada. A partir desse momento a iniciativa passava, definitivamente, para as mãos de Montgomery. Rommel, enfermo, abandonou a frente de combate a 24 de setembro e viajou para a Alemanha.